# Калужский областной музыкальный колледж им. С. И. Танеева
Калужский областной музыкальный колледж им. С. И. Танеева — государственное бюджетное профессиональное образовательное учреждение в Калуге. Было открыто в 1944 году.
Носит имя Сергея Ивановича Танеева, композитора, пианиста, педагога, теоретика музыки и музыкально-общественного деятеля.

## История
История учебного заведения начинается в 1880 году. Тогда были открыты музыкальные классы при Калужском дворянском собрании по инициативе Общества любителей музыкального и драматического искусства.
Ранее в здании располагалась архиерейская церковь. До Великой Отечественной войны в здании функционировал клуб при швейной фабрике.
В 1944 году было создано музыкальное училище. Первым директором стала Варвара Михайловна Гейер. Изначально работало четыре отделения: отделение духовых и ударных инструментов, отделение народных инструментов, фортепианное отделение и вокальное отделение. В 1945 было открыто отделение хорового дирижирования. В 50-х годах XX века было создано отделение струнных инструментов. Отделение теории музыку начало работу в 1963 году.

## Образование
В колледже осуществляется обучение по таким специальностям, как хоровое дирижирование, инструментальное исполнительство, теория музыки и вокальное искусство.